# Blanca Sorigué Borrell
Blanca Sorigué Borrell (La Pobla de Segur, 1973) és una empresària catalana. Des de 2018 és la directora general del Consorci de la Zona Franca de Barcelona.

## Biografia
Nascuda a La Pobla de Segur (Pallars Jussà), de jove va fundar el Club d'Esquí de la Pobla de Segur. Va llicenciar-se en turisme a la Universitat de Girona i posteriorment va fer un any sabàtic als Estats Units, on va perfeccionar l'anglès amb una família d'acollida.
De tornada, es va especialitzar en l'organització de congressos. Va completar els seus estudis amb un programa de direcció de l'IESE, un màster en direcció de màrqueting a la Universitat Pompeu Fabra i un altre a l'escola de negocis ISDI.
Va començar a treballar a Foro Alimentaria, fins que el 2003 va esdevenir directora del Saló Internacional de la Logística (SIL Barcelona). El 2018 va començar a dirigir el saló immobiliari Barcelona Meeting Point.

### Direcció Consorci Zona Franca
El gener de 2018 fou la primera dona en esdevenir directora del Consorci de la Zona Franca de Barcelona. Durant la seva etapa com a directora ha impulsat projectes d'incubadores d’alta tecnologia d’impressió 3D i logística 4.0, i també a destacat per aplicar els principis dels Objectius del Desenvolupament Sostenible al món de l'empresa, especialment el de la igualtat de gènere, creant el primer Consell de la Dona en un àmbit industrial.
El 2020 va crear i dirigir la Barcelona New Economy Week (BNEW), i el 2021 la Barcelona Woman Acceleration Week, que també dirigeix.
El 2023 va esdevenir vicepresidenta de la World Free Zone Organization, l'associació mundial de zones franques. El mateix any la revista Forbes la va definir com una de les 100 dones més influents d'Espanya.
També és consellera de l'empresa pública Cimalsa i forma part del patronat de la Fundació Pimec. Té dues filles.
El 2025 fou inclosa a la llista Forbes de les 100 dones més influents de Catalunya.

## Premis i reconeixements
- 2020 - Premi Equipara[8]
- 2020 - Lingot de Plata de la Logística[9]